# 迪加科斯體育會

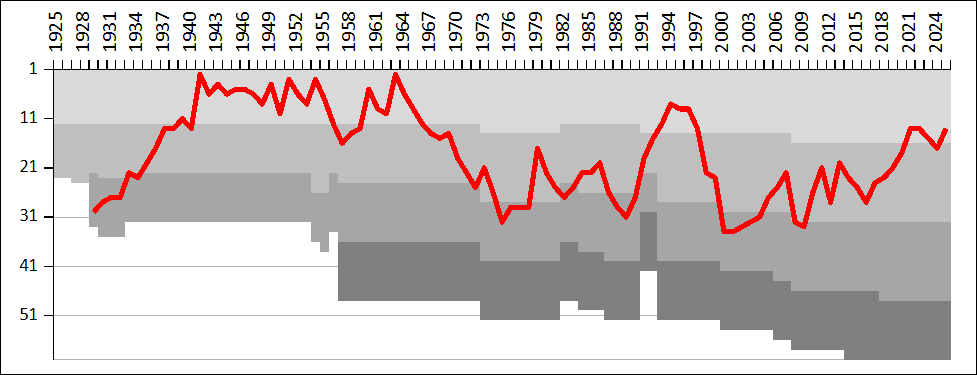
迪加科斯在瑞典足球聯賽系統走勢

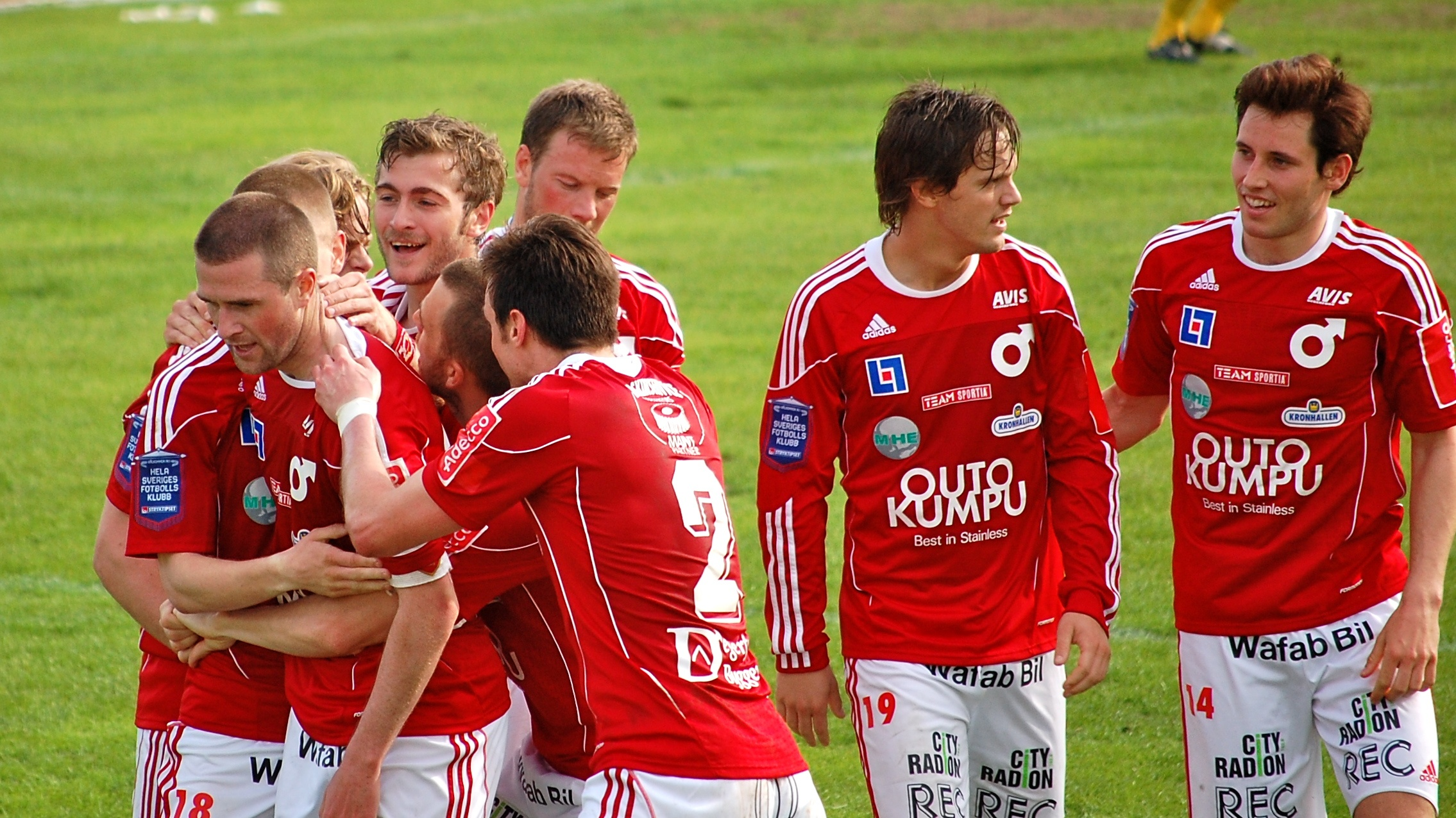
迪加科斯球員

迪加科斯體育會（瑞典語：Degerfors Idrottsförening），是一支瑞典職業足球會，位于代格福什市镇，於1903年1月13日成立，現時於瑞典足球超甲級聯賽作賽。